# Meximieux

Meximieux este o comună în departamentul Ain din estul Franței.